# Marián Farkaš
Marián Farkaš (* 3. dubna 1954) byl slovenský a československý politik, po sametové revoluci poslanec Sněmovny národů Federálního shromáždění za Verejnosť proti násiliu, později za ODÚ-VPN.

## Biografie
Ve volbách roku 1990 zasedl za VPN do slovenské části Sněmovny národů (volební obvod Východoslovenský kraj). Na jaře 1991 v souvislosti s rozkladem VPN přestoupil do poslaneckého klubu jedné z nástupnických formací ODÚ-VPN. Ve Federálním shromáždění setrval do voleb roku 1992.